# Yatogame-chan Kansatsu Nikki
Yatogame-chan Kansatsu Nikki (八十亀ちゃんかんさつにっき?  lit. «diario de observación de Yatogame-chan») es un manga yonkoma escrito e ilustrado por Masaki Andō. Ha sido serializado en la revista mensual Comic Rex de Ichijinsha desde el 28 de mayo de 2016 a 27 de septiembre de 2022 y recopilado en trece volúmenes tankōbon. Una adaptación al anime producida por el estudio Saetta fue emitida entre el 4 de abril y el 20 de junio de 2019 y una segunda temporada se estrenó el 5 de enero y finalizó el 22 de marzo de 2020.

## Sinopsis
Después de crecer en Tokio, el estudiante de secundaria Jin Kaito se muda a Nagoya, donde conoce a Yatogame Monaka, una compañera de estudios que muestra su dialecto de Nagoya. Con su apariencia de gato y su dialecto de Nagoya sin adornos, Yatogame no se abrirá a él en absoluto. ¡Esta popular comedia local está aumentando el estatus de Nagoya a través de la observación del adorable Yatogame-chan!

## Personajes
Monaka Yatogame (八十亀 最中 Yatogame Monaka?)
 Seiyū: Haruka Tomatsu
Mai Tadakusa (只草 舞衣 Tadakusa Mai?)
 Seiyū: Yūki Wakai
Yanna Sasatsu (笹津 やん菜 Sasatsu Yanna?)
 Seiyū: Mikako Komatsu
Kaito Jin (陣 界斗 Jin Kaito?)
 Seiyū: Mitsuhiro Ichiki
Toshika Jin (陣 繁華 Jin Toshika?)
 Seiyū: Hisako Tōjō
Lala Shonai (初内 ララ Shonai Rara?)
 Seiyū: Yoshino Nanjō
Rin Jandara (雀田来 鈴 Jandara Rin?)
 Seiyū: Eriko Matsui
Teppei (鉄平 Teppei?)
 Seiyū: Kenji Akabane
Shiharu Itemae (一天前 紫春 Itemae Shiharu?)
 Seiyū: Honoka Kuroki
Nanaho Koshiyasu (輿安 七帆 Koshiyasu Nanaho?)
 Seiyū: Ayasa Itō
Recchiri-sensei (レッチリ先生?)
 Seiyū: Tetsu Inada
Serura Dobe (土辺 世瑠蘭 Dobe Serura?)
 Seiyū: Maria Naganawa
Masahide Tsuji (辻 優秀 Tsuji Masahide?)
 Seiyū: Junji Majima
Shō Kochikashi (東風樫 湘 Kochikashi Shō?)
 Seiyū: Sumire Uesaka
Kei Aonaji (青那寺 恵 Aonaji Kei?)
 Seiyū: Sora Tokui
Kiina Asaka (朝霞 きぃな Asaka Kiina?)
 Seiyū: Reo Kurachi

## Contenido de la obra

### Manga
Masaki Andō lanzó el manga en la revista mensual Comic Rex de Ichijinsha el 28 de mayo de 2016. La serie concluyó el 27 de septiembre de 2022.
| N.º | Fecha de lanzamiento    | ISBN original          |
| --- | ----------------------- | ---------------------- |
| 1   | 26 de noviembre de 2016 | ISBN 978-4-7580-6632-7 |
| 2   | 27 de mayo de 2017      | ISBN 978-4-7580-6662-4 |
| 3   | 27 de noviembre de 2017 | ISBN 978-4-7580-6696-9 |
| 4   | 26 de noviembre de 2018 | ISBN 978-4-7580-6732-4 |
| 5   | 27 de noviembre de 2018 | ISBN 978-4-7580-6772-0 |
| 6   | 27 de mayo de 2019      | ISBN 978-4-7580-6805-5 |
| 7   | 27 de noviembre de 2019 | ISBN 978-4-7580-6826-0 |
| 8   | 27 de marzo de 2020     | ISBN 978-4-7580-6853-6 |
| 9   | 27 de octubre de 2020   | ISBN 978-4-7580-6888-8 |
| 10  | 27 de mayo de 2021      | ISBN 978-4-7580-6909-0 |
| 11  | 26 de noviembre de 2021 | ISBN 978-4-7580-6948-9 |
| 12  | 27 de abril de 2022     | ISBN 978-4-7580-6975-5 |
| 13  | 27 de diciembre de 2022 | ISBN 978-4-7580-8391-1 |

### Anime
La adaptación al anime fue anunciada en el cuarto volumen del manga el 26 de mayo de 2018. La serie es dirigida por Hisayoshi Hirasawa, con animación del estudio Saetta. Satsuki Hayasaka es el diseñador de personajes y los guiones de WORDS in STEREO. Fue emitida entre el 4 de abril y el 20 de junio de 2019 por TVA, Tokyo MX y AT-X. Haruka Tomatsu interpretó el tema de apertura de la serie «Deluxe Deluxe Happy».
Después del final de la serie, se anunció que recibirá una segunda temporada titulada Yatogame-chan Kansatsu Nikki 2 Satsume (八十亀ちゃんかんさつにっき 2さつめ?), estrenada el 5 de enero de 2020, con el elenco y el personal repitiendo sus papeles. LEVELS se une a Creators in Pack en la cooperación de animación.  +α/Alphakyun interpreta el tema de apertura de la segunda temporada «Imaginary Love». La segunda temporada consta de 12 episodios.